# Sylvia Earle
Sylvia Alice Earle, född 30 augusti 1935 i Gibbstown, New Jersey, är en amerikansk oceanograf, författare, upptäckare, föreläsare och miljöaktivist. Hon var länge vetenskaplig direktor för National Oceanic and Atmospheric Administration (NOAA) och är sedan 1995 forskare för National Geographic Society (NGS). Dessutom har hon ett eget forskningsföretag: Mission Blue, Sylvia Earle Alliance. Earle framställdes som en levande legend av Library of Congress och betecknades i Time Magazine som Hero of the Planet.
Earle fick sin högskoleexamen i Saint Petersburg (Florida), sin kandidatexamen vid Florida State University (1955), sin Master of Science 1956 och sin filosofie doktor 1966, båda vid Duke University.
Earle var ledare för fler än hundra havsexpeditioner och var mer än 7000 timmar under vattenytan. Med en självkonstruerad dykardräkt nådde hon 1979 nära Oahu (Hawaii) ett djup av 381 meter, vad som är rekord för en kvinnlig dykare. Tillsammans med maken Graham Hawkes byggde Earle 1982 undervattensfarkosten Deep Rover för en person som kan dyka till 1000 meter under vattenytan. Earle använde farkosten själv i området kring Bahamas.

## Biografi

### Uppväxt
Earle och hennes två syskon växte upp med föräldrarna Alice Freas Richie och Lewis Reade Earle. De första 12 åren av Earles liv bodde familjen i Camden, New Jersey. Som barn spenderade hon mycket tid utomhus och hon intresserade sig redan i unga år för djur- och växtliv, inspirerad av sina föräldrarnas empatiska förhållningssätt till allt levande. Earles mamma tog hand om skadade djur som människor i grannskapet hittade. Pappan var händig och uppmuntrade Earle att utforska saker i sin omgivning och ta reda på hur de funkade. 
När Earle var 12 år flyttade familjen till Dunedin i Florida. Huset de bodde i låg nära vatten och Earle började utforska de djur och växter som levde i vattenbrynet och på stranden utanför tomten.

## Priser och utmärkelser
År 2017 tilldelades Sylvia Earle The Perfect World Foundation Award för hennes livslånga engagemang för att skydda världens hav och för hennes banbrytande arbete inom marinbiologi och bevarande.
- Gyllene arkens orden,  1981
- Society of Woman Geographers guldmedalj,  1990[9]
- Library of Congress Living Legend[10][11]
- National Women's Hall of Fame,  2000[12]
- Women of Discovery - Sea Award,  2003
- TED Prize,  2009[13]
- Rachel Carson Award,  2009[14][15]
- Hans Hass Award,  2010
- Carl Sagan Award for Public Understanding of Science,  2010
- Patron’s Medal,  2011[16]
- Hubbard-medaljen,  2013[17]
- Hedersdoktor vid Universitetet i Miami,  8 maj 2014[18]
- Hedersdoktor vid Universitetet i Liège,  2016[19]
- Rachel Carson-priset,  2017[20]
- Prinsessan av Asturiens pris för enighet,  2018[21]
- Mendel-medaljen,  2019[22]
- Ken Burns American Heritage Prize,  2024[23]

[Redigera Wikidata]